# Ernst Schwartz (Maler)
Ernst August Konstantin Schwartz (* 3. März 1883 in Breslau; † 19. Januar 1932 in Berlin-Reinickendorf) war ein deutscher Kunstmaler und Grafiker.

## Leben und Wirken
Ernst Schwartz stammte aus Schlesien. Nach dem Schulbesuch studierte er dem Wunsch seiner Eltern gemäß Pharmazie an den Universitäten Berlin und Stuttgart. Nach Erlangung des pharmazeutischen Staatsexamens wirkte er – unterbrochen durch seinen Militärdienst während des Ersten Weltkrieges und des Kapp-Putsches – als Kunstmaler in Stettin, München und Berlin und machte sein bisheriges Hobby zum Beruf. Auf der Münchener Kunstausstellung erhielt er eine Goldmedaille für eines seiner Werke. Er trug den Professorentitel und wohnte zuletzt in Berlin-Frohnau, Burgfrauenstraße 15.

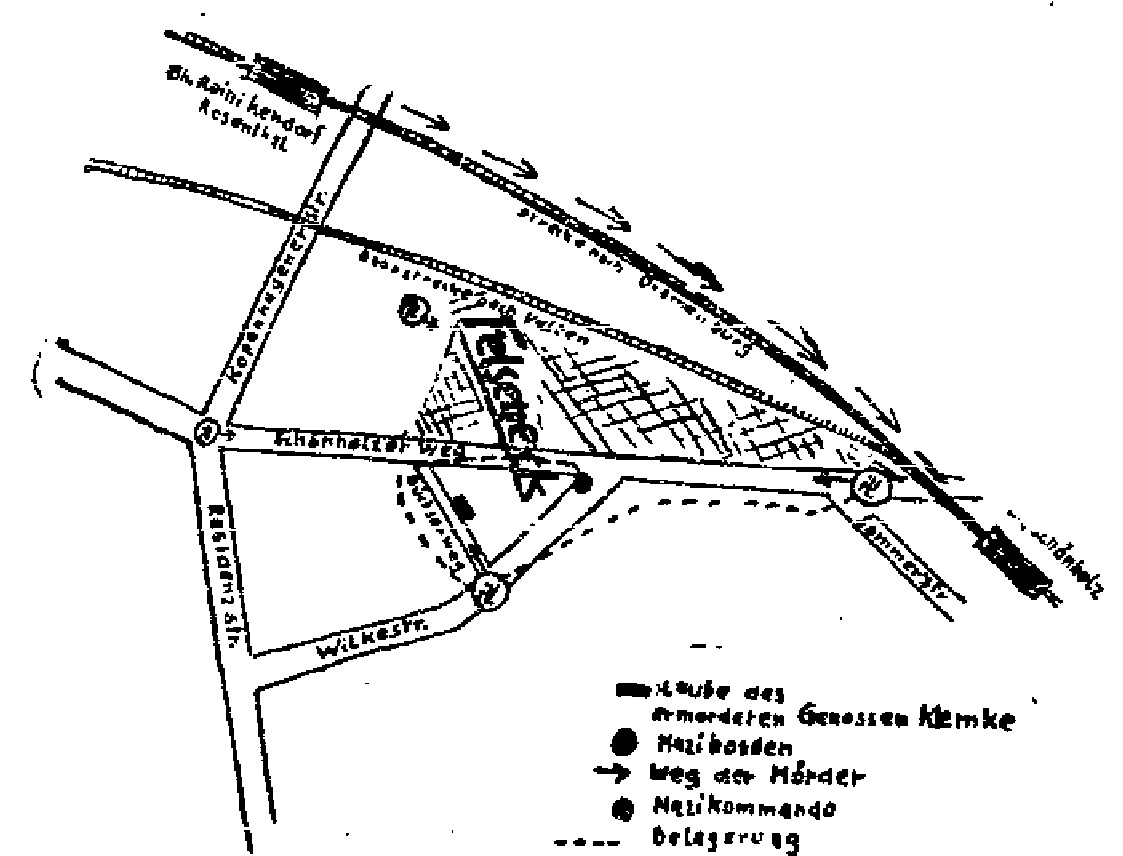
Lageplan des Überfalls auf die Kolonie Felseneck

1926 trat er in die NSDAP ein. Außerdem wurde er auch Mitglied des SA-Sturms und am 18. Januar 1932 zum Truppführer der SA ernannt. Noch am gleichen Tag nahm Schwartz an einem „Sturmabend“ der SA im „Bergschloss-Restaurant“ in Waidmannslust teil. Nach dessen Abschluss nahm der 48-Jährige mit ca. 50 Gleichgesinnten unter Begleitung von sechs, letztlich nur noch einem Polizeibeamten seinen Weg nach Reinickendorf durch die vornehmlich von Kommunisten bewohnte Laubenkolonie Felseneck, wo sie lautstark nationalsozialistische Kampflieder anstimmten. Es kam binnen kurzer Zeit zu gewaltsamen Auseinandersetzungen mit Anwohnern, die zum kommunistischen Kampfbund gegen den Faschismus gehörten. Der Kommunist Fritz Klemke wurde von SA-Mitgliedern, von Steinwürfen verletzt, kampfunfähig am Boden liegend, erschossen. Bei der Flucht der Täter fiel Schwartz zurück, wurde von einigen Kommunisten eingeholt und niedergeschlagen. Dann wurde, als er am Boden lag, auf ihn eingestochen. Er starb kurz vor Mittag am 19. Januar 1932 im Krankenhaus Berlin-Reinickendorf an den Stichverletzungen im Herzbereich.
Im April 1932 begann vor dem Landesgericht III in Berlin ein Prozess wegen der Tötung von Schwartz. Angeklagt waren achtzehn Mitglieder des Kampfbundes gegen den Faschismus sowie Bewohner der Laubenkolonie Felseneck, die von Hans Litten verteidigt wurden. Dieser Prozess und das Revisionsverfahren (in dem Litten nicht mehr als Verteidiger, sondern als Zeuge beteiligt war) endeten mit Freisprüchen sämtlicher angeklagter Arbeiter wegen der Tötung von Schwartz. Das zweite Verfahren wurde am 22. Dezember 1932 rechtskräftig abgeschlossen.
Nach der „Machtergreifung“ der Nationalsozialisten 1933 wurde der Fall „Felseneck“ neu aufgenommen. In einem Prozess wurde Litten von den Nationalsozialisten – unter Androhung von Folter – gezwungen, als Zeuge gegen seinen ehemaligen Mandanten Karl Ackert (geb. 1897; gest. 19. November 1933 in Berlin) aufzutreten. Litten erklärte gezwungenermaßen, dass er seinerzeit früh Hinweise erkannt habe, aus denen sich ergab, dass Ackert Schwartz getötet hatte und dass dieser ihm dies auch schließlich vertraulich eingestanden habe. Ackert, für den mit der Todesstrafe gerechnet wurde, starb noch in der Haft. Litten nahm sich später in einem Konzentrationslager das Leben.
Schwartz wurde von der NS-Propaganda zum Helden stilisiert. 1932 erhielt der SA-Sturm 23/4 in Berlin in Erinnerung an ihn die Bezeichnung „Sturm 23 Ernst Schwartz“. 1934 wurde ein Gedenkstein für Schwartz an seiner Todesstelle aufgestellt. Außerdem wurde ein Erholungspark nach ihm benannt.
1934 fand am Leipziger Platz 15 in Berlin eine Gedächtnisausstellung seiner künstlerischen Werke statt.